# Jolanda Čeplak
Jolanda Čeplak (Jolanda Steblovnik, ur. 12 września 1976 w Celje) – słoweńska lekkoatletka, biegaczka średniodystansowa, dwukrotna olimpijka (2000, 2004), w tym medalistka olimpijska z 2004 roku.
Specjalnością Čeplak jest bieg na 800 m. Największe sukcesy w tej konkurencji odniosła w 2002. Na halowych mistrzostwach Europy pokonała dość nieoczekiwanie faworytkę Stephanie Graf, ustanawiając jednocześnie rekord świata w hali czasem 1:55.82. Tego samego roku na mistrzostwach Europy na otwartym stadionie zdobyła również złoty medal. W 2004 na Igrzyskach Olimpijskich w Atenach zdobyła brązowy medal (srebrny medal przegrała o ułamki sekund z Hasną Benhassi). Trzecia była także na Halowych Mistrzostwach Europy 2007.
Nie wystartowała w igrzyskach olimpijskich w Pekinie w związku z dwuletnią dyskwalifikacją za stosowanie dopingu. Test przeprowadzony w czerwcu 2007 roku wykazał w jej organizmie ślady EPO.

## Życie prywatne
W 2007 rozstała się z mężem, Alešem Čeplakiem i zamieszkała w Dobrnie ze swoim nowym partnerem, Andrejem Batageljem, którego poślubiła w październiku 2009. W listopadzie 2013 urodziła bliźniaczki, Evelinę i Zalę.

## Ważniejsze osiągnięcia
- Igrzyska Olimpijskie: Ateny 2004: 3. miejsce
- halowe mistrzostwa świata: 2004 – 2. miejsce
- mistrzostwa Europy: 2002 – 1. miejsce
- halowe mistrzostwa Europy: 2002 – 1. miejsce, rekord świata; 2007 – 3. miejsce